# (500580) 2012 UG87
(500580) 2012 UG87 es un asteroide perteneciente al cinturón de asteroides descubierto el 31 de julio de 2011 por el equipo del Pan-STARRS desde el Observatorio de Haleakala, Hawái, Estados Unidos.

## Designación y nombre
Designado provisionalmente como 2012 UG87.

## Características orbitales
2012 UG87 está situado a una distancia media del Sol de 3,083 ua, pudiendo alejarse hasta 3,524 ua y acercarse hasta 2,641 ua. Su excentricidad es 0,143 y la inclinación orbital 6,370 grados. Emplea 1977,37 días en completar una órbita alrededor del Sol.

## Características físicas
La magnitud absoluta de 2012 UG87 es 16,5. 